# Karl Mienes
Karl (Charles) Mienes (* 3. Februar 1905; † 23. April 1990) war ein deutscher Kunststoffchemiker und -techniker.

## Leben
Karl Mienes Eltern waren Gregor Mienes, Eigentümer der Eisenwaren-Handlung Josef Mienes in Aachen, und Andréa, geb. de Duve.
Karl Mienes studierte Chemie an der RWTH Aachen. 1923 wurde er Mitglied des Corps Montania Aachen. Nach Abschluss des Studiums und Promotion zum Dr.-Ing. arbeitete er ab Ende der 20er Jahre in Arthur Eichengrüns Cellon-Werken in Berlin. Ende der 30er Jahre wurde er bei der Dynamit AG in Troisdorf tätig, die ihn ab 1938 zum Amt für deutsche Roh- und Werkstoffe abordnete. 1944 rettete er seinen Verwandten, Daniel de Duve, indem er ihn aus dem Zwangsarbeiter-Lager „Dechenschule“ in Köln unter einem Vorwand anforderte. Nach dem Zweiten Weltkrieg wurde er 1946 Geschäftsführer der Isoplast GmbH in Godesberg. Später war er als freiberuflicher Forscher und Experte für Kunststoffchemie tätig. An der RWTH Aachen erhielt er eine Professur für Kunststofftechnik. Mienes verfasste zahlreiche Schriften zur Technologie der Kunststoffe und ihrer wirtschaftlichen Bedeutung.
Karl Mienes fand seine letzte Ruhestätte in einem Familiengrab auf dem Aachener Waldfriedhof.

## Auszeichnungen
- Rudolf-Diesel-Medaille, 1966
- Großes Bundesverdienstkreuz, 1971[6]

## Schriften
- Zur Technologie der Cellulosederivate, 1933
- Celluloseester und Celluloseäther unter besonderer Berücksichtigung der Benzylcellulose, 1934
- Zur Technologie der Kunststoffe aus Zelluloseabkömmlingen und Polymerisationsprodukten, 1938
- Neuere Fortschritte in der Verarbeitung und Anwendung von Kunststoffen, 1942
- Vom Celluloid bis zum Polyaddukt, 1953
- Kunststoffe in Amerika, 1954
- Kunststoff-Verarbeitung, 1955
- Kunststoff und Metall im Wettbewerb?, 1955
- Die Kunststoffdekade 1960/1970, 1961
- Kunststoffe in Europa, 1963
- Das Plasticaeum, 1965
- Zur Technologie der Kunststoffe, 1968
- Plasticaeum 1970, 1970